# Dotto epatico comune
Il dotto epatico comune è un segmento delle vie biliari extraepatiche formato dalla convergenza del dotto epatico destro (che drena la bile dal lobo destro del fegato) e del dotto epatico sinistro (che drena la bile dal lobo sinistro del fegato). Generalmente ha una lunghezza di 6-8 cm.
Il dotto epatico comune si unisce poi con il dotto cistico proveniente dalla cistifellea per formare il coledoco.
Le vie biliari extraepatiche sono rappresentate dalla via biliare principale, costituita dal dotto epatico comune e dal coledoco, e dalla via biliare accessoria, che comprende colecisti e dotto cistico.